# Castel di Sasso
Castel di Sasso község (comune) Olaszország Campania régiójában, Caserta megyében.

## Fekvése
A megye keleti részén fekszik, Nápolytól 40 km-re északra valamint Caserta városától 14 km-re északnyugati irányban. Határai: Caiazzo, Capua, Liberi, Piana di Monte Verna és Pontelatone.

## Története
A települést a 8. század elején alapították a beneventói hercegek a szomszédos, szaracénok által feldúlt településekről származó menekültek számára. A következő századokban nemesi birtok volt. A 19. században nyerte el önállóságát, amikor a Nápolyi Királyságban felszámolták a feudalizmust.

## Népessége
A népesség számának alakulása:

## Főbb látnivalói
- San Pietro-templom